# フランチェスコ・バイアーノ
フランチェスコ・バイアーノ（Francesco Baiano, 1968年2月28日 - ）は、イタリア・ナポリ出身の元サッカー選手。イタリア代表として2試合のプレー経験がある。現役時代のポジションはフォワード。

## 経歴
SSCナポリ、パルマなどでのプレーを経て、ゼーマン監督に見いだされ、フォッジアに移籍、1990-91年度にはセリエB得点王に輝く活躍でチームをセリエAに昇格させ、1991-92年度はセリエAで16得点を挙げるなど、ジュゼッペ・シニョーリ、ロベルト・ランヴァウディらと共にミラクル・フォッジアと呼ばれたチームの中心人物としてプレーした。
1992-93年度から5シーズン在籍したACFフィオレンティーナでは怪我で約1年半プレー出来ないこともあったが、ここでも2度のシーズン二桁得点を記録、ガブリエル・バティストゥータとの2トップを組み、コッパ・イタリア、スーペルコッパ・イタリアーナを獲得した。
その後はダービー・カウンティFCで2シーズン半プレーの後、イタリアに帰国してUSピストイエーゼ1921などでプレーした。

## タイトル
フィオレンティーナ
- セリエB：1993-94
- コッパ・イタリア : 1995-96
- スーペルコッパ・イタリアーナ : 1995

フォッジア
- セリエB： 1990-91

個人
- セリエB得点王 : 1990-91 (22得点)
- ダービー・カウンティFC シーズン最優秀選手 : 1998